# Legion samobójców: The Suicide Squad
Legion samobójców: The Suicide Squad (oryg. The Suicide Squad) – amerykański fantastycznonaukowy film akcji na podstawie serii komiksów o drużynie antybohaterów o tej samej nazwie wydawnictwa DC Comics. Za reżyserię i scenariusz odpowiadał James Gunn. W głównych rolach wystąpili m.in. Margot Robbie, Idris Elba, John Cena, Joel Kinnaman, Peter Capaldi, David Dastmalchian, Daniela Melchior, Michael Rooker, Alice Braga i Viola Davis.
Światowa premiera filmu odbyła się 28 lipca 2021 roku we Francji. W Polsce zadebiutował 6 sierpnia tego samego roku. Jest on częścią franczyzy DC Extended Universe i kontynuacją filmu Legion samobójców (2016). Zapowiedziany został serialowy spin-off Peacemaker.

## Obsada
- Margot Robbie jako Harleen Quinzel / Harley Quinn, była lekarka psychiatrii, która późnej stała się przestępczynią wcieloną do Legionu Samobójców[1].
- Idris Elba jako Robert DuBois / Bloodsport, zabójca i sprawca nieudanego zamachu na życie Supermana, ojciec Tyli[2].
- John Cena jako Christopher Smith / Peacemaker, fanatycznie "broniący" pokoju poza prawem szowinista i rywal Bloodsporta[2].
- Joel Kinnaman jako Rick Flag, przywódca i nadzorca Legionu Samobójców[3].
- Jai Courtney jako George "Digger" Harkness / Captain Boomerang, były złodziej, który używa bumerangów jako broni[4].
- Peter Capaldi jako Gaius Grieves / Thinker, naczelny naukowiec Projektu Rozgwiazda[2].
- David Dastmalchian jako Abner Krill / Polka-Dot Man, zmuszony przez matkę do przejścia wycieńczających eksperymentów w celu uczynienia go superbohaterem, co poskutkowało zakażeniem się przez niego międzywymiarowym wirusem i nabyciem umiejętności tworzenia niepozornych, choć silnie wybuchowych i żrących pocisków[5].
- Daniela Melchior jako Ratcatcher 2, córka oryginalnego, nieżyjącego Ratcatchera, posiadająca umiejętność kontroli szczurów[6].
- Michael Rooker jako Brian Durlin / Savant[2], ekspert walki wręcz i broni.
- Alice Braga jako Sul Soria[2], dowódczyni rebelii Corto Maltese.
- Pete Davidson jako Richard Hertz / Blackguard, mało inteligentny najemnik i zdrajca Legionu Samobójców[2].
- Nathan Fillion jako Cory Pitzner / T.D.K.[2]
- Sean Gunn jako John Monroe / Weasel / Calendar Man[2].
- Flula Borg jako Gunter Braun / Javelin[2], były olimpijski sportowiec, który używa oszczepu do walki.
- Mayling Ng jako Mongal[7].
- Sylvester Stallone jako Nanaue / King Shark[8], przyjazny, choć animalistyczny i niezbyt błyskotliwy domniemany syn hawajskiego bóstwa, Steve Agee zagrał postać na planie[7].
- Viola Davis jako Amanda Waller, przedstawicielka rządu, która odpowiada za organizację Legionu Samobójców i wydaje im rozkazy[9].

Ponadto w filmie wystąpili: Storm Reid jako Tyla DuBois, córka Roberta, Steve Agee jako John Economos, Joaquín Cosío jako Mateo Suarez, Juan Diego Botto jako Silvio Luna, Jennifer Holland jako Emilia Harcourt oraz Taika Waititi jako Ratcatcher,  Tinashe Kajese, Julio Ruiz i Mikaela Hoover.

## Produkcja

### Rozwój projektu

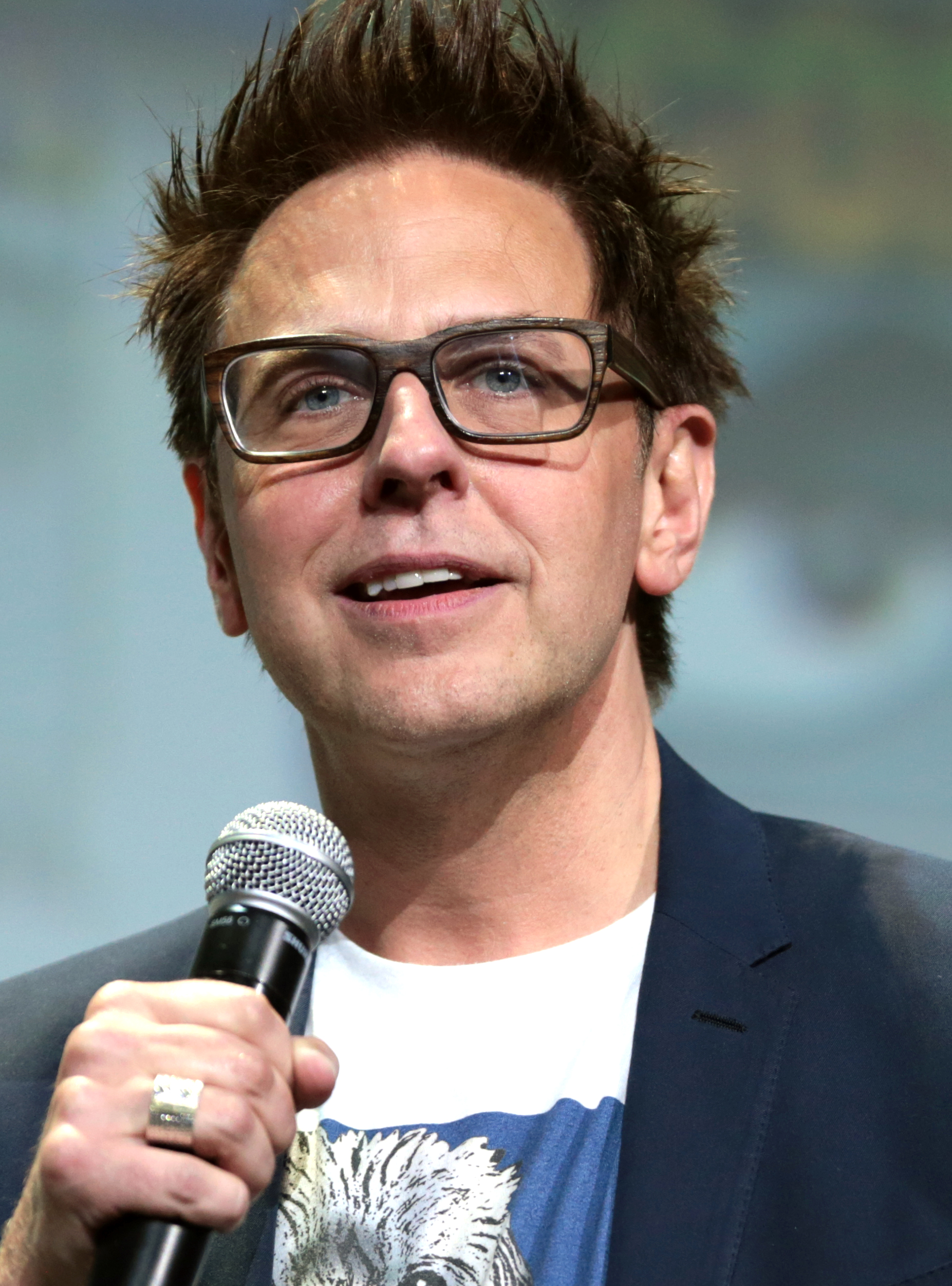
James Gunn, reżyser filmu.

W marcu 2016 roku Warner Bros. poinformowało, że planowany jest sequel Legionu samobójców. David Ayer miał powrócić na stanowisku reżysera. Rozpoczęcie zdjęć było zaplanowane na 2017 rok. W grudniu 2016 roku Ayer opuścił projekt, aby zająć się filmem Gotham City Sirens. W lutym 2017 roku studio rozpoczęło negocjacje z Mele Gibsonem, aby zastąpił on Ayera. Na stanowisku reżysera brano pod uwagę również Daniela Espinosę, Jonathana Levine’a i Rubena Fleischera. W marcu 2017 roku Adam Cozad został zatrudniony do napisania scenariusza. 
Studio wybrało na stanowisko reżysera Jaume'a Collet-Serrę, jednak ten wolał nakręcić film Wyprawa do dżungli, ponieważ nie chciał kontynuować historii rozpoczętej przez kogoś innego. David S. Goyer pojawił się później wśród kandydatów na to stanowisko. Zak Penn również przedstawił swoją propozycję scenariusza. Podczas San Diego Comic-Conu w 2017 roku studio ujawniło tytuł Suicide Squad 2. We wrześniu 2017 roku, Gavin O’Connor został zatrudniony na stanowisku reżysera i współscenarzysty razem z Anthonym Tambakisem, Davidem Barem Katzem i Toddem Stashwickiem. W styczniu 2018 do projektu dołączył Michael De Luca jako producent, obok Charlesa Rovena. O’Connor ostatecznie zrezygnował z projektu. 
We wrześniu 2019 roku studio zaproponowało Jamesowi Gunowi jeden z projektów DC Extended Universe. Gunn wybrał sequel Legionu samobójców. W październiku tego samego roku studio zatrudniło go do napisania scenariusza, a w styczniu 2019 roku zaproponowało stanowisko reżysera. Zmieniono tytuł na The Suicide Squad i zapowiedziano datę premiery na sierpień 2021 roku. Charles Roven i Peter Safran zajęli stanowisko producentów filmu. 

### Casting
W marcu 2016 poinformowano, że Will Smith powróci w roli Deadshota w kontynuacji. W lutym 2019 roku ujawniono, że aktor jednak nie powróci w związku z innymi zobowiązaniami. James Gunn spotkał się z Idrisem Elbą w sprawie zastępstwa Smitha. W marcu tego samego roku Elba podpisał kontrakt na rolę Deadshota. Jednak w kwietniu Gunn ujawnił, że on i studio zdecydowali, że Elba zagra inną rolę, aby nie zamykać Smithowi możliwości powrotu do franczyzy. 
W marcu Jai Courtney w wywiadzie zdradził, że powróci jako Captain Boomerang. Miesiąc później poinformowano, że Viola Davis i Margot Robbie powtórzą swoje role z pierwszej części. W tym samym miesiącu do obsady dołączyli David Dastmalchian jako Polka-Dot Man i Daniela Melchior jako Ratcatcher.
W maju potwierdzono, że Joel Kinnaman również powtórzy rolę Ricka Flaga, a w lipcu do obsady dołączyli John Cena i Storm Reid. W sierpniu poinformowano, że Flula Borg i Nathan Fillion zagrają w filmie, oraz że Steve Agee został zatrudniony jako głos King Sharka. We wrześniu do obsady dołączyli Peter Capaldi, Taika Waititi, Pete Davidson, Alice Braga, Sean Gunn, Michael Rooker, Joaquín Cosío, Mayling Ng, Juan Diego Botto, Tinashe Kajese, Julio Ruiz i Jennifer Holland.

### Zdjęcia i postprodukcja
Zdjęcia do filmu rozpoczęły się 20 września 2019 roku w Pinewood Studios w Atlancie. Film był kręcony również w Panamie przez miesiąc. Zdjęcia zakończyły się 28 lutego 2020 roku. 
Za zdjęcia odpowiadał Henry Braham, za scenografię Beth Mickle, a za kostiumy Judianna Makovsky. Montażem zajął się Fred Raskin.

## Muzyka
W maju 2020 roku poinformowano, że John Murphy skomponuje muzykę do filmu.

## Promocja
26 marca 2021 roku pojawił się pierwszy zwiastun filmu.

## Wydanie
Światowa premiera filmu Legion samobójców: The Suicide Squad odbyła się 28 lipca 2021 we Francji. W Polsce zadebiutował dwa dni później, a w amerykańskich kinach pojawił się 6 sierpnia tego samego roku.

## Odbiór

### Box office
Legion samobójców: The Suicide Squad zarobił w USA i Kanadzie blisko 56 milionów USD, a w pozostałych krajach równowartość blisko 112 mln USD; łącznie ponad 167 milionów.

### Reakcja krytyków
Film spotkał się z pozytywną reakcją krytyków. W agregatorze recenzji Rotten Tomatoes 90% z 356 recenzji uznano za pozytywne, a średnia ocen wystawionych na ich podstawie wyniosła 7,5 na 10. Z kolei w agregatorze Metacritic średnia ważona ocen z 54 recenzji wyniosła 72 punkty na 100.

## Spin-off
We wrześniu 2020 roku James Gunn poinformował, że serialowy spin-off Peacemaker został zamówiony przez HBO Max. W przygotowaniu jest 8 odcinków serialu. Gunn napisał scenariusz do wszystkich odcinków i ma się zajęć reżyserią części z nich. Pełni on również funkcję producenta wykonawczego wspólnie z Peterem Safranem. John Cena powtórzy swoją rolę z filmu jako tytułowy bohater. 